# Apiocera cerata
Apiocera cerata is een vliegensoort uit de familie Apioceridae. De wetenschappelijke naam van de soort is voor het eerst geldig gepubliceerd in 1961 door Paramonov.
De soort komt voor in Australië (West-Australië).